# Vesterkær Kirke
Vesterkær Kirke er beliggende på Skydebanevej i Aalborg tæt ved friluftsbadet og lystbådehavnen.
Kirken er opført i gule mursten med sort skifereternit tag.

## Eksterne kilder og henvisninger
- Vesterkær Kirke hos KortTilKirken.dk